# 연기면
연기면(燕岐面)은 세종특별자치시의 면으로, 1911년에 조치원으로 군청이 이전되기 전까지 연기군의 중심지였다.

## 역사
- 백제 : 두잉지현
- 신라 : 웅주 연기현
- 고려 : 청주목
- 조선 : 연기현
- 일제강점기
  - 1911년 : 연기군청이 북면(현 조치원읍)으로 이전
  - 1914년 : 공주군 장기면 노은리 외 19개리를 병합하고, 리를 통폐합해 12개리를 관할하는 남면으로 행정구역 개편
  - 1917년 10월 1일 : 교촌리를 연기리로 개칭하였다.[1]
- 대한민국
  - 1955년 : 남면사무소가 연기리에서 종촌리로 이전
  - 1973년 : 공주군 장기면 송원리와 나성리 편입, 14개리 관할
  - 2004년 : 세종시로 선정
  - 2007년 : 종촌리 전역에서 철거 작업이 진행되어 면사무소를 한별리로 이전
  - 2011년 11월 30일 : 나성리·송원리를 관할하는 첫마을출장소를 신설하였다.[2]
  - 2012년 7월 1일 : 세종특별자치시가 출범하면서, 남면을 연기면으로 개칭. 고정리, 방축리, 갈운리, 월산리, 양화리, 진의리, 송담리, 종촌리, 나성리, 송원리가 폐지. 세종리, 누리리, 한별리, 산울리, 해밀리가 신설. 남면 남서부 지역에는 한솔동 등이 설치되었다.[3]
  - 2020년 7월 15일 : 산울리, 해밀리가 법정동으로 전환하여 행정동인 도담동으로 이관되었다.
  - 2022년 7월 1일 : 세종리가 법정동으로 전환하여 행정동인 새롬동으로, 누리리, 한별리가 법정동으로 전환하여 행정동인 해밀동으로 이관되었다.
  - 2024년 5월 27일 : 연기면 행정복지센터가 한별동에서 연기리로 이전하였다.

## 하위 행정 구역
| 법정리 | 한자명 | 행정리          | 비고 |
| ------ | ------ | --------------- | ---- |
| 연기리 | 燕岐里 | 연기1리~연기2리 |      |
| 보통리 | 洑通里 | 보통1리~보통2리 |      |
| 눌왕리 | 訥王里 | 눌왕1리~눌왕2리 |      |
| 수산리 | 水山里 | 수산리          |      |
| 4리    |        | 7행정리         |      |

## 문화
연기리에 연기향교와 연기관아 터가 있다.

## 교육 기관
- 연남초등학교
- 수왕초등학교